# Go-Uda Tennō
Go-Uda Tennō (後宇多天皇?) (17 de diciembre de 1267 – 16 de julio de 1324) fue el 91.er emperador de Japón, según el orden tradicional de sucesión. Reinó entre 1274 y 1287. Antes de ser ascendido al Trono de Crisantemo, su nombre personal (imina) era Príncipe Imperial Yohito (世仁親王 Yohito-shinnō?)

## Genealogía
Fue el segundo hijo del Kameyama Tennō, y provenía de la rama Daikaku-ji, fundada por su padre.
- Consorte: Horikawa (Minamoto) Motoko (堀河（源）基子)

- Primer hijo: Príncipe Imperial Kuniharu (邦治親王, futuro Emperador Go-Nijō)

- Consorte: Itsutsuji (Fujiwara) ?? (五辻（藤原）忠子)

- Segunda hija: Princesa Imperial ?? (禖子内親王)
- Segundo hijo: Príncipe Imperial Takaharu (尊治親王, futuro Emperador Go-Daigo)
- Tercer hijo: Príncipe Imperial y Monje ?? (性円法親王) (Monje budista)
- Cuarto hijo: Príncipe Imperial y Monje ?? (承覚法親王) (Monje budista)

- Consorte: Princesa ?? (揄子女王)

- Primera hija: Princesa Imperial ?? (愉子内親王)

## Biografía
En 1268, el Príncipe Imperial Yohito se convierte en Príncipe de la Corona. Según el testamento de su abuelo, el Emperador Go-Saga que murió en 1272, el Príncipe Imperial Yohito sería el sucesor del Emperador Kameyama.
En 1274, el Emperador Kameyama abdica a favor de su hijo, quien asumiría el trono a los seis años con el nombre de Emperador Go-Uda. El Emperador Kameyama mantendría el poder como Emperador Enclaustrado.
Justamente durante su reinado ocurre la invasión de los mongoles a la Dinastía Yuan en China y a la Dinastía Goryeo de Corea. Los mongoles intentaron invadir Japón entre 1274 y 1281, pero fueron repelidos en ambos casos por los tifones Kamikaze.
En 1287, el Enclaustrado Emperador Go-Fukakusa, estaba disgustado por el control de la rama (el Daikaku-ji) de su hermano menor, el Enclaustrado Emperador Kameyama, sobre la suya (el Jimyōin-tō). Decidió convencer al shogunato Kamakura y a la Corte Imperial en Kioto a presionar la abdicación del Emperador Go-Uda a favor del hijo del Emperador Go-Fukakusa, el Príncipe Imperial Hirohito, futuro Emperador Fushimi.
Con la abdicación del Emperador Go-Uda, a los 19 años, en 1287, continuó la disputa del trono entre los Jimyōin-tō y los Daikakuji-tō. El Daikakuji-tō retomaría el trono con el Emperador Go-Nijō (hijo del Emperador Go-Uda) entre los años 1301 y 1308, y con el Emperador Go-Daigo (otro hijo del Emperador Go-Uda) entre 1318 hasta el comienzo de la Era de las Cortes Norte y Sur en 1332, donde esta rama se proclamaría como la Corte Sur hasta el final de la era en 1392.
El propio Emperador Go-Uda actuaría como Emperador Enclaustrado durante el reinado del Emperador Go-Nijō y durante el reinado del Emperador Go-Daigo, hasta 1321, cuando éste pudo gobernar de manera directa.
El Emperador Go-Uda fallece en 1324, a la edad de 58 años.

## Kugyō
- Sesshō:
- Daijō Daijin
- Sadaijin:
- Udaijin:
- Nadaijin:
- Dainagon:

## Eras
- Bun'ei (1264 – 1275)
- Kenji (1275 – 1278)
- Kōan (1278 – 1288)